# Megaulacobothrus aethalinus
Megaulacobothrus aethalinus är en insektsart som först beskrevs av Zubovski 1899.  Megaulacobothrus aethalinus ingår i släktet Megaulacobothrus och familjen gräshoppor.

## Underarter
Arten delas in i följande underarter:
- M. a. kongausensis
- M. a. aethalinus